# 池頼和
池 頼和（いけ よりかず）は、戦国時代から安土桃山時代にかけての武将。長宗我部氏の家臣。土佐国長岡郡池城主。

## 略歴
十市細川氏・細川定輔の次男である池頼定の子として誕生。十市細川氏は細川氏の一門で細川義俊の子孫とされている。
土佐池氏は土佐の国人で土佐湾東部・種崎を領していた。頼和は長宗我部国親と争っていたが、国親の娘を娶って従属した。長宗我部氏傘下となって以後は長宗我部水軍の主力を務め、堺との交易で主家の財政を支えた。後に妻と不和になったことで謀反の疑いをかけられ長宗我部元親の命で自刃させられた。